# جهاد قرشولي
جهاد قرشولي (أبو منهل؛ 1937-2005) سياسي فلسطيني. من مواليد مدينة طبريا، هاجر مع عائلته إلى سوريا بسبب نكبة 1948، حاصل على درجة البكالوريوس في الفلسفة والعلوم الاجتماعية والتربية من جامعة دمشق. عينه الرئيس الفلسطيني الراحل ياسر عرفات في عام 1994، أميناً عاماً للجنة الوطنية الفلسطينية للتربية والثقافة والعلوم.

## الحياة العملية
شغل جهاد عدة مناصب منها:
- عضو في المجلس الثوري لحركة فتح.
- عضو في اللجنة التنفيذية للمنظمة الإسلامية للتربية والعلوم والثقافة.
- رئيس دائرة التربية والتعليم العالي لمنظمة التحرير الفلسطينية.
- عضو مجلس أمناء جامعة القدس.
- عضو اللجنة الفخرية في جامعة القدس المفتوحة.
- أمين سر المجلس الوطني للتربية والثقافة والعلوم.